# Réginald Garrigou-Lagrange
Réginald Garrigou-Lagrange, O.P. (Auch, 21 de febrero de 1877 - Roma, 15 de febrero de 1964) fue un fraile dominico, teólogo y filósofo francés.

## Biografía
Después de estudiar Humanidades en La Roche-sur-Yon -Vendée-, en Nantes y en Tarbes, eligió la carrera de Medicina. Mientras la cursaba en Burdeos en 1897, leyó el libro L'Homme de Ernest Hello, lo que provocó la decisión fundamental de su vida: abrazar el estado religioso. Novicio dominico en Amiens, Ambroise Gardeil lo orientó hacia el tomismo; para perfeccionar su formación intelectual, lo envió a la Sorbona. Más tarde viajó a Viena, frecuentó algunos meses la Universidad de Friburgo –donde conoció a Norberto del Prado, O.P., teólogo que lo impresionó profundamente– y en 1905 entró a formar parte del equipo de profesores de Le Saulchoir.
En 1909, al abrirse el Angelicum, Ateneo Pontificio, hoy Universidad Pontificia de Santo Tomás de Aquino, compartió con Juan González Arintero, O.P., la cátedra de Teología Fundamental, explicando el tratado De revelatione. Pasó más tarde a la cátedra de teología dogmática, dio cursos sobre la Metafísica de Aristóteles y escribió libros.
Al igual que muchos teólogos neoescolásticos de su época, Garrigou-Lagrange era un simpatizante acérrimo de Action française así como, posteriormente, del régimen colaboracionista de Vichy. En 1941, escribía una carta a su antiguo discípulo Jacques Maritain en la que elogiaba a Philippe Pétain: «Estoy completamente a favor del mariscal, lo veo como el Padre de la patria, bendecido con un buen sentido que raya con la genialidad, y como un verdadero hombre providencial».
Colaboró en la redacción de la Encíclica Humani generis del Papa Pío XII, que condenó la Nouvelle théologie. Cuatro años antes, en 1946, había escrito un artículo crítico contra ella titulado La nouvelle théologie, où va-t-elle? (La nueva teología, ¿a dónde va?). Su hermano de hábito, el P. Santiago Ramírez, O.P., siguió la misma línea crítica contra la Nouvelle théologie en su obra Teología nueva y Teología de 1958. 
Consagró cincuenta años a clases y publicaciones, alternando los trabajos profesorales con el servicio a la Santa Sede en calidad de teólogo y con el ministerio pastoral. Se jubiló en 1960, y murió el 15 de febrero de 1964 en Roma.

## Obras y doctrina
La mayor parte de la producción escrita de Garrigou-Lagrange es fruto de la enseñanza académica y, por tanto, refleja los rasgos típicos de su pedagogía escolar. Escritas originalmente en latín y en francés, sus obras obtuvieron traducciones al alemán, español, inglés, italiano y polaco. Aun dentro de la unidad interna de su contenido ideológico, su obra escrita abarca cuatro extensos ramos: Apologética, Filosofía, Teología dogmática y Espiritualidad.
En apologética su obra máxima es De Revelatione, manual que vio la luz en 1918. Situado entre el mundo de la razón y el de la fe, Garrigou-Lagrange expuso los motivos de credibilidad de las verdades reveladas. La obra comprende dos partes: una sobre la necesidad y cognoscibilidad de la Revelación; otra sobre su existencia.
En Filosofía Garrigou-Lagrange pertenece a la neoescolástica, impulsada por la encíclica Aeterni Patris (1879) de León XIII. Desde joven descubrió cuál iba a ser su itinerario filosófico: desvelar y debelar los riesgos del inmanentismo modernista de Bergson y Édouard Le Roy, apoyándose en el realismo de la crítica y ontología tomistas como base de una teología natural del ser que se proyecta a la demostración de la existencia y naturaleza de Dios. Su primer escrito, de 1904, es una nota sobre la prueba de la existencia de Dios por los grados del ser; en 1907 insiste en un ensayo sobre el panteísmo de la «nueva filosofía» y las pruebas de la trascendencia de Dios; y en 1909 publica el libro Le sens commun, la philosophie de l'être et les formules dogmatiques. Garrigou-Lagrange es, ante todo, un temperamento metafísico, un defensor del ser frente al fenómeno; Le sens du mystére et le clair-obscur inteleectuel, París, 1934); el sentido común es puerta de acceso al ser (Crítica); este, encontrado en su realidad extramental, descubre sus estratos a través de su estructura profunda (Ontología); el proceso termina en Dios, el Ser por antonomasia, meta de toda la filosofía de Garrigou-Lagrange: Dieu, son existente et sa nature, Dios al alcance de todos y Dios. La naturaleza de Dios. Solución de las antinomias agnósticas son hitos de su legado filosófico.
Como profesor de Teología dogmática, Garrigou-Lagrange sigue la Summa Theologiae, que es «su» libro; seis tomos de comentarios, de corte clásico, ayudándose en el cardenal Cayetano y Juan de Santo Tomás; una serie innumerable de artículos y algunas «obras mayores» son índice de su fidelidad al neotomismo, al mismo tiempo que revelan las cualidades peculiares del autor: defensa y exposición de la doctrina del «Doctor Común», descubrimiento y ataque del inmanentismo. Para Garrigou-Lagrange, el modernismo es un enemigo que no muere. Basta recordar su grito de alarma en 1946: La nouvelle théologie, où va-t-elle? («Angelicum», 23, 1946, pp. 126-145). La encíclica Humani generis (1950) de Pío XII ratificó muchas de las tesis por las que Garrigou-Lagrange había luchado. Otro tema que cultivó con atención fue el de la gracia y la predestinación. También en este campo se muestra inflexible con el «neomolinismo» y la teoría de Marín-Sola, O.P., poniendo de relieve su garra polémica y su entronque con el tomismo español del siglo XVI.
Donde Garrigou-Lagrange destacó más fue en el campo de la Espiritualidad. En 1909 leyó La evolución mística de Arintero, lo que ejerció en él un influjo parejo al libro L'Homme. El proselitismo de Arintero ganó en Garrigou-Lagrange a su más valioso discípulo. Garrigou-Lagrange lo declara: «Tuvo en mí gran influencia y me aclaró importantes puntos, que traté de exponer en seguida según la doctrina de Santo Tomás». En 1917 abrió una cátedra de Ascética y Mística, la primera de esta disciplina en una Facultad eclesiástica y la última que abandonara, en 1960. En 1919 alentó la fundación de la revista «La vie spirituelle» y se convirtió en principal redactor; en 1923 reunió sus lecciones y artículos en Perfection chrétienne et contemplation selon S. Thomas d'Aquin et S. Jean de la Croix, obra representativa, polémica a grandes trozos, en la que trata de armonizar la teología ontológica de la gracia con las descripciones psicológicas de san Juan de la Cruz y de proseguir, desde el ángulo tomista, la ruta abierta por Arintero en la Teología Espiritual. Garrigou-Lagrange luchó por las ideas de unidad de la vida cristiana, por el concepto de mística como desarrollo normal de la vida cristiana, por la vocación de todos los cristianos a la perfección, etc. Tesis arinterianas, que había que remozar a fuerza de esclarecer principios «tradicionales» olvidados y enturbiados en los últimos siglos. Prosiguió ese camino y fueron apareciendo nuevas obras, culminando con Les trois âges de la vie intérieure (1938), en la que, limando al máximo las aristas polémicas, expone los principios comúnmente admitidos. Como en su itinerario filosófico, también aquí apunta a Dios, pues la vida interior es «un preludio» de la vida del cielo. Dentro de este grupo de escritos pueden mencionarse: L'amour de Dieu et la Croix de Iésus, La providente et la confiance en Dieu, La madre del Salvador y nuestra vida interior; los dos tratados procedentes también de la cantera escolar, La santificación del sacerdote y La unión del sacerdote con Cristo.

## Obras

### Libros en latín:[6]
- De Revelatione per Ecclesiam Catholicam proposita – Theologia Fundametalis secundum S. Thomae Doctrinam (2 vols., 1918; 4a ed. Roma, 1945)[7]

Además, publicó en varios volúmenes comentarios a casi toda la Suma teológica de Santo Tomás de Aquino, O.P.:
- De Deo Uno.
- De Deo Trino et Creatore.
- De beatitudine de actibus humanis et habitus.
- De virtutibus theologicis.
- De Gratia.
- De Christo Salvatore.
- De Eucharistia. Accedunt De Paenitentia quaestiones dogmaticae.

### Libros en francés:
- Le sens commun, la philosophie de l'être et les formules dogmatiques (París, 1909).
- Dieu, son existente et sa nature (París, 1914).
- Perfection chrétienne et contemplation selon S. Thomas d'Aquin et S. Jean de la Croix (Sant-Maximin, 2 vols., 1923).
- Le sens du mystére et le clair-obscur inteleectuel (París, 1934).
- La providente et la confiance en Dieu (París 1932).
- L'amour de Dieu et la Croix de Iésus (Juvisy 1929).
- La providente et la confiance en Dieu (París 1932).
- Les trois âges de la vie intérieure (París, 2 vols., 1938).

También han sido publicadas en un volumen algunas cartas que escribió al filósofo y teólogo tomista argentino Julio Meinvielle a propósito de Lamennais y Maritain: Correspondance avec le R. P. Garrigou-Lagrange à propos de Lamennais et Maritain. 

#### Traducciones al español[6]
- El sentido común: filosofía del ser y las fórmulas dogmáticas 3ª ed. Buenos Aires, 1944).
- Dios. Su existencia y su naturaleza.
- Dios al alcance de todos (Barcelona, 1942).
- Dios. La naturaleza de Dios. Solución de las antinomias agnósticas (Buenos Aires, 1950).
- El realismo del principio de finalidad.
- La Providencia y la confianza en Dios.
- La Madre del Salvador y nuestra vida interior (París 1941, Buenos Aires 1947).
- La vida eterna y la profundidad del alma.
- La unión del sacerdote con Cristo, Sacerdote y Víctima (Madrid, 1955; primera ed. en latín, Roma, 1948).
- La santificación del sacerdote (Madrid 1953; primera ed. en latín, Roma, 1946).
- Las tres edades de la vida interior (Buenos Aires, 1945).
- La síntesis tomista.